# GMR-effect

Ontdekte resultaat door Fert et al.

Model voor het GMR-effect: wanneer de magnetisatie in beide lagen tegengesteld is (rechts), zullen zowel spin-up als spin-down elektronen verstrooid worden; wanneer de magnetisatie hetzelfde is (links), zal in elk geval één type elektronen slechts een kleine weerstand ondervinden.

Het GMR-effect (GMR van het Engelse giant magnetoresistance) is een kwantummechanisch effect waarbij de elektrische weerstand van een materiaal sterk afneemt onder invloed van een magnetisch veld. Het effect treedt op in dunne lagen van afwisselend ferromagnetisch en niet-magnetisch metaal. De Nobelprijs voor de Natuurkunde van 2007 ging naar Albert Fert en Peter Grünberg voor hun ontdekking van het GMR-effect. Het effect vindt onder andere belangrijke toepassingen in magnetische opslagmedia zoals harde schijven. In 1998 ontving Peter Grünberg hiervoor de Duitse Toekomstprijs.

## Ontdekking
GMR werd door twee groepen onafhankelijk van elkaar ontdekt in 1988. Een team onder leiding van Peter Grünberg van het Forschungszentrum Jülich (dat het octrooi bezit) zag het effect in een systeem van drie lagen, Fe/Cr/Fe. De groep van Albert Fert van de Universiteit van Paris-Sud zag als eerste een werkelijk groot effect in systemen met veel lagen, en beschreef als eerste op correcte wijze de principes achter het effect. De ontdekking van GMR wordt beschouwd als de geboorte van de spintronics, het schakelen met elektronspin in plaats van elektrische lading. Grünberg en Fert hebben diverse prestigieuze prijzen gewonnen voor hun ontdekking en bijdrage in het veld van spintronics, waaronder de Nobelprijs voor de Natuurkunde in 2007.

## Oorzaak en beschrijving van het effect
Het effect uit zich als een duidelijke afname van de elektrische weerstand in de nabijheid van een magnetisch veld. Dit laat zich verklaren doordat de verstrooiing van elektronen aan de grensvlakken tussen de verschillende metalen afhankelijk is van de spin van de elektronen. De precieze kwantummechanische verklaring is te gecompliceerd om hier te reproduceren, maar ruwweg kan men het als volgt beschrijven.
De geleiding van elektrische stroom in een metaal wordt verzorgd door elektronen. In een ferromagnetisch materiaal treedt een spontane magnetisatie op, en men kan spreken van twee soorten elektronen, spin-up en spin-down (spin omhoog en spin naar beneden), die ieder een duidelijk verschillende weerstand ondervinden wanneer zij door het materiaal reizen, afhankelijk van de magnetisatie van het materiaal. Ook de verstrooiing van de elektronen aan het grensvlak tussen een ferromagnetisch metaal en een "gewoon" metaal hangt van de richting van de elektronspin af.
Wanneer de richting van de magnetisatie van opeenvolgende ferromagnetische lagen antiparallel (tegengesteld) is, zal een elektron met een bepaalde spin bij het doorkruisen van de ene ferromagnetische laag relatief ongehinderd kunnen bewegen, maar in de volgende laag (en de grensvlakken) sterk worden verstrooid. Zowel de spin-up als de spin-down elektronen zullen dus een relatief grote weerstand ondervinden.
Als echter op de een of andere manier de magnetisatie van alle ferromagnetische lagen dezelfde kant op komt te staan, zal een van de twee "soorten" elektronen relatief ongehinderd door alle lagen heen komen en maar weinig weerstand ondervinden. Dit effect kan groot genoeg zijn om de totale weerstand van het materiaal met tientallen procenten te doen afnemen.
In principe zijn er ook andere bijdragen aan het effect mogelijk, en ook kan het zijn dat het boven beschreven effect slechts klein is (enkele procenten). Om deze redenen wordt het effect dat hier beschreven is ook wel spin valve magnetoresistance genoemd: het is een soort kraan (valve) voor elektrische stroom, gebaseerd op het feit dat de verstrooiing van de ladingsdragers (elektronen) van hun spin afhangt.

## Systemen met GMR
Er zijn verschillende manieren om de magnetisatie van de ferromagnetische lagen te beïnvloeden om dit effect te bewerkstelligen, die tot verschillende systemen met GMR leiden.

### Multilagen met verschillende coërciviteit
Twee of meer ferromagnetische lagen worden gescheiden door een dunne laag (3 nanometer) niet-ferromagnetisch metaal. De ferromagnetische lagen zijn afwisselend van twee typen, die iets andere magnetische eigenschappen hebben, dus bijvoorbeeld ...F1/N/F2/N/F1/N/F2/N... Hierdoor kan met één extern magnetisch veld de polarisatie van de afwisselende ferromagnetische lagen afzonderlijk geregeld worden. Hiervoor gebruikt men twee ferromagnetische materialen die een verschillende coërciviteit hebben.

### Multilagen met antiferromagnetische koppeling
Wanneer de ferromagnetische lagen voldoende dicht bij elkaar zitten, is het mogelijk dat zij een antiferromagnetische wisselwerking hebben. De zogeheten RKKY-koppeling zorgt ervoor dat bij afwezigheid van een extern magnetisch veld, de naastgelegen lagen bij voorkeur een tegengestelde magnetisatie hebben, wat leidt tot een relatief hoge weerstand in het systeem. Het aanleggen van een voldoende sterk extern magnetisch veld "dwingt" de ferromagnetische lagen om in dezelfde richting gemagnetiseerd te worden, waardoor de weerstand in het systeem afneemt. Een voorbeeld van zo'n systeem is een multilaag ..Fe/Cr/Fe/Cr/Fe/Cr/Fe..., met dunne laagjes Cr, ongeveer 1 nanometer.

### Spin valve sandwich
Een spin valve sandwich bestaat uit drie dunne lagen (sandwich). De magnetisatie van de twee ferromagnetische lagen kan afzonderlijk worden geregeld doordat een van de twee lagen gekoppeld is aan een dikke laag ferromagnetisch materiaal met een bepaalde polarisatie. De polarisatie van de andere laag kan dan met een extern magnetisch veld worden geregeld. Deze configuratie is industrieel het best toepasbaar en wordt gebruikt in harde schijven.

## Toepassingen
GMR wordt uitgebreid gebruikt in de schrijf- en leeskoppen van harde schrijven. Een andere applicatie is het GMR-effect in niet-vluchtig magnetoresistive random access memory (MRAM).